# نيكي أيكوكس
نيكي لين أيكوكس (بالإنجليزية: Nicki Lynn Aycox)‏ هي ممثلة أمريكية ولدت في 26 مايو 1975.

## الحياة الشخصية
ولدت أيكوكس في ولاية أوكلاهوما. لها شقيق أصغر يدعى ستيف ووالدتها تدعى مارغريت. تتحدت الألمانية بطلاقة، وصرحت ذات مرة لمجلة Jack بأنها تحب الرجال البريطانيين والأستراليين أيضاً. عانت من ابيضاض الدم بدايةً من سنة 2020، وتوفيت جراء هذا المرض يوم 16 نوفمبر 2022.

## مهنة التمثيل
بدأت التمثيل في سن صغيرة وعزفت على البيانو وغنت أيضاً.

### بعض من أدوارها
لعبت دور الشخصية سيل في سلسلة مواسم مسلسل Dark Angel، ولعبت أيضاً دور ميغ في الموسم الأول من مسلسل سوبرنتشرل.

## وصلات خارجية
- نيكي أيكوكس على موقع IMDb (الإنجليزية)
- نيكي أيكوكس على موقع روتن توميتوز (الإنجليزية)
- نيكي أيكوكس على موقع ألو سيني (الفرنسية)
- نيكي أيكوكس على موقع أول موفي (الإنجليزية)
- نيكي أيكوكس على موقع قاعدة بيانات الأفلام السويدية (السويدية)
- نيكي أيكوكس على موقع إن إن دي بي (الإنجليزية)
- نيكي أيكوكس على موقع قاعدة بيانات الفيلم (الإنجليزية)
- نيكي أيكوكس على موقع كينوبويسك (الروسية)